# 刘建 (江都王)
劉建（?—前121年），西漢宗室，是漢景帝之孫，江都易王劉非的儿子，後來亦繼承了父親爵位，成為第二任江都王。他亦是劉细君的父亲。劉建不但与父亲的姬妾通奸，还姦汙了自己的妹妹劉徵臣。元狩二年（公元前121年），他企图谋反，事情暴露后畏罪自杀。
汉江东都尉伶玄撰《赵飞燕外传》称赵飞燕、趙合德的母亲姑苏郡主乃是劉建的孙女。
在《漢書》的記載中還有劉建使部下人獸交的記載，據傳是第一個成功產出騾的人。劉建在位僅六年，而卻比其父親劉非記載多出許多，甚至試圖造反，製造兵器，通聯其他王侯，下咒詛咒漢武帝。

## 註解
1. ↑  《汉书》卷六：江都王建有罪，自殺。